# Stemma di Bivona
Lo stemma di Bivona è l'emblema raffigurativo dell'omonimo comune italiano, nel libero consorzio comunale di Agrigento, Sicilia, nell'area dei monti Sicani.
Esso rappresenta l'antico stato di nobiltà e di benessere economico, sociale e culturale del paese, divenuto ducato nel XVI secolo e capoluogo di distretto e di circondario nel XIX secolo, oltre che sede di sottintendenza e sottoprefettura, motivo per cui l'emblema è rappresentato anche all'interno dello stemma della provincia di Agrigento.
Anticamente lo stemma era timbrato dalla corona muraria: nel 1554, infatti, il comune è stato fregiato del titolo di città.

## Blasonatura
L'attuale stemma della Città di Bivona si blasona:
(D.P.R. 8 luglio 2021)
La descrizione dello stemma precedente, contenuta all'interno dello statuto comunale di Bivona, era:

## Storia

### I sigilli dell'università di Bivona
Fino al 1785 negli atti ufficiali dell'università di Bivona veniva utilizzato un sigillo comunale su cui erano incise le armi del signore dell'epoca. Il 5 marzo 1785, con la pubblicazione delle regie lettere circolari, fu disposto che i baroni del regno non si ingerissero nella elezione dei giurati e sindaci delle rispettive terre: pertanto, non essendo più emanazione del potere baronale, l'amministrazione civica bivonese venne dotata di un nuovo sigillo. Quest'ultimo recava lo stemma di Casa Borbone-Sicilia nella parte superiore, e alcuni elementi naturalistici (come alcune piante) intorno ad una torre nella parte inferiore.
Di seguito vengono riportate le descrizioni di tre sigilli comunali di Bivona del 1593, del 1638 e del 1801.

#### Sigillo del 1593
(Descrizione araldica del sigillo dell'università di Bivona nel 1593)
Un sigillo dell'università di Bivona presente in un documento del 1593 (attualmente reperibile presso l'Archivio di Stato di Palermo) raffigura verosimilmente le armi delle famiglie D'Aragona, De Luna d'Aragona e Peralta, anche se sussistono dubbi circa l'esatta identificazione di quest'ultima.
Nel 1593 era a capo della ducea di Bivona una donna, Aloisia de Luna, figlia di Pietro de Luna (primo duca di Bivona) e Isabella de Vega, a sua volta figlia del viceré di Sicilia Giovanni de Vega. Aloisia assunse l'investitura del ducato nel settembre 1592, dopo la morte del fratellastro Giovanni; nel 1567 sposò Cesare Moncada, morto nel 1571; nel 1577 divenne sposa di Antonio Aragona, duca di Montalto.

#### Sigillo del 1638
(Descrizione araldica del sigillo dell'università di Bivona nel 1638)
Un sigillo dell'università di Bivona presente in un documento del 17 maggio 1638 (anch'esso reperibile presso l'Archivio di Stato di Palermo) raffigura le armi delle famiglie de Luna, De La Cerda e Aragona di Sicilia; sono assenti le armi della famiglia Moncada. Stranisce la presenza delle armi di Aragona-Sicilia, giacché Maria Aragona La Cerda, duchessa di Montalto, armava Aragona (del ramo napoletano) e non Aragona-Sicilia.
Nel 1638 era duca di Bivona Luigi Guglielmo Moncada, pronipote di Aloisia de Luna e discendente della famiglia Aragona.

#### Sigillo del 1801
(Scritta lungo il bordo del sigillo dell'università di Bivona nel 1801)
Un sigillo dell'università di Bivona presente in un documento del 1801 (reperibile, come i due precedenti, presso l'Archivio di Stato di Palermo) raffigura lo stemma della dinastia Borbone. Il sigillo, presente già dalla fine del Settecento, si presenta come una commistione di alcuni elementi araldici ed altri di semplice grafica: nella parte inferiore, infatti, sotto lo stemma borbonico compaiono una torre torricellata insieme ad alcune piante.
In quel periodo, la sovrintendenza della ducea di Bivona era affidata totalmente ai procuratori generali dello Stato, dal momento che la famiglia ducale degli Alvarez de Toledo non si interessò mai degli affari locali.

### La mazza giuratoria
Oltre ai sigilli comunali, tuttavia, l'amministrazione civica di Bivona aveva già un proprio emblema fin dalla metà del XVII secolo: si trattava di una mazza giuratoria, commissionata dai giurati bivonesi ad un argentiere palermitano, che veniva utilizzata durante le solennità religiose e civili. La mazza è di gusto tardo barocco e probabilmente risale al 1669. Si hanno le prime notizie su di essa in una lettera inviata ai giurati di Bivona l'11 luglio 1720: allora la mazza venne data in pegno ad uno dei due monasteri femminili presenti in città, ma fu riscattata poco tempo dopo e restaurata nel 1791.
Il primo documento in cui si parla di uno stemma di Bivona, associato alla mazza giuratoria, risale al 1860: dopo lo sbarco dei Mille, infatti, il neoeletto Consiglio Civico di Bivona ordinò al cassiere comunale del vecchio consiglio di consegnare al nuovo cassiere la mazza d'argento forata al di sotto e adorna di due puttini pure di argento, un drappo di velluto di seta color cremisi gallonato con lo stemma e l'immagine della V. SS e della protettrice S. Rosalia.

### Il primo stemma
Negli anni settanta del XIX secolo gli amministratori comunali adottarono uno stemma in grado di ben rappresentare la dignità, il nome e la personalità del Comune: vi erano raffigurati le armi della famiglia de Luna (la famiglia sotto cui Bivona venne elevata a ducato) e la pigna già presente nella mazza giuratoria, simbolo araldico di antica nobiltà, benignità e perseveranza. Tale stemma venne raffigurato per la prima volta nel "Dizionario Corografico dell'Italia", pubblicato da Amato Amati nel 1877. Successivamente comparve nelle opere di Gustavo Strafforello (1893) e di Francesco Nicotra (1907). Lo storico bivonese Giovan Battista Sedita, nel suo Cenno storico-politico-etnografico di Bivona del 1909, lo descrisse in questa maniera:
Nel "Dizionario dei Comuni siciliani" del Nicotra, allo stemma venne sovrapposta una corona sostenente otto torri riunite da cortine di muro: era il simbolo del titolo di Città, conferito a Bivona da Carlo V nel 1554.

### Lo stemma della provincia
Durante gli anni venti del Novecento, la provincia di Girgenti (Agrigento) venne dotata di un proprio stemma: esso raffigurava gli emblemi delle città di Girgenti, Sciacca e Bivona, ovvero le sedi provinciali della prefettura e delle due sottoprefetture.
Nell'occasione lo stemma bivonese venne male interpretato dagli autori dell'emblema provinciale: essi, infatti, raffigurarono il crescente lunare rivoltato (con le punte rivolte verso il fianco sinistro dello scudo) anziché il crescente lunare montante, ed al posto della pigna rappresentarono un corpo ovoidale di non facile identificazione, dotato di otto brevi estroflessioni laterali: in seguito il misterioso oggetto venne definito un ragno.
Lo stemma della provincia di Agrigento venne approvato dalla Consulta araldica e legalizzato con real decreto il 15 aprile 1938, quando l'emblema venne di poco modificato, assumendo l'aspetto che mantiene tuttora.

Ecco la descrizione araldica dell'emblema di Bivona compreso nello stemma provinciale:

### Il riconoscimento dello stemma

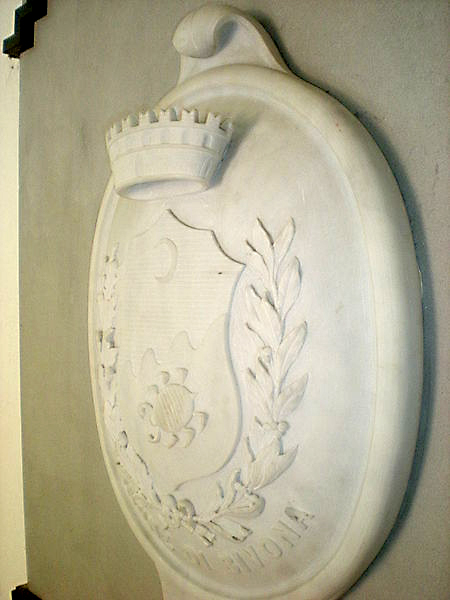
Rappresentazione scultorea sita all'interno del palazzo municipale

Quando, nel febbraio 1938, l'Amministrazione provinciale aveva richiesto informazioni e notizie storiche sugli emblemi delle città di Agrigento, Sciacca e Bivona, il commissario straordinario del comune di Bivona Giuseppe Scirè, dopo aver confermato che lo stemma del paese era quello raffigurato nell'emblema provinciale, incaricò lo Studio araldico di Padova di iniziare le pratiche presso la Consulta araldica per il riconoscimento dello stemma comunale.
Così il mese successivo il prof. Sebastiano Bianchini, incaricato di elaborare lo stemma provinciale, scrisse erroneamente che lo stemma usato dal Comune di Bivona rimonta ad epoca molto lontana e che rappresenta una mezza luna e un ragno, usato come sigla o timbro da Pietro, primo duca di Bivona. Tuttavia qualche mese dopo dichiarò di non possedere alcuna notizia certa sullo stemma bivonese: per tale motivo le pratiche per il riconoscimento si arenarono, anche a causa dell'imminenza della seconda guerra mondiale.

### Anomalie ed errori
Il 21 giugno 1941 il podestà di Bivona Salvatore Di Salvo ritornò sulla questione del riconoscimento dello stemma, chiedendo alla Consulta Araldica di ufficializzare l'antico emblema, non riconosciuto dal regio governo. Ma a causa dell'anomala rappresentazione delle foglie alla base della pigna anziché dei normali aghi, la figura venne identificata con quella di un ananas.
Per lo stesso motivo, l'anno precedente lo stemma bivonese venne così descritto:

### Lo stemma fino al 2021
Per qualche decennio il Comune di  Bivona ha adottato uno stemma molto simile a quello presente nell'emblema provinciale, che presenta alcune differenze rispetto a quelli precedenti:
- al posto della pigna e del ragno, è raffigurato un granchio (probabile attinenza con il simbolo dell'antica Akragas, Ἀκράγας[33]);
- al posto del crescente lunare rivoltato, è raffigurato un crescente lunare volto (con le punte rivolte verso il fianco destro dello scudo);
- al posto della "pianura al naturale", lo stemma presenta una partizione araldicamente incongrua.

### Lo stemma attuale
Il 14 dicembre 2020 il consiglio comunale ha approvato un nuovo emblema per la Città di Bivona, concesso con decreto del presidente della Repubblica dell'8 luglio 2021.

## Rappresentazioni artistiche dello stemma
Lo stemma di Bivona è rappresentato all'interno del paese in diversi luoghi:
- sulla maggior parte delle fontane, costruite a partire dalla fine del XIX secolo, su cui compare l'antico emblema (con la raffigurazione della pigna)[7];
- in piazza Guglielmo Marconi, nei pressi della fontana dei Cannulicchi;
- all'interno di un arco del Ponti Pisciatu, antico ponte ferroviario della città[37];
- all'interno del Palazzo Municipale, in cui si trova una rappresentazione scultorea del nuovo emblema;
- sulla pavimentazione di piazza San Giovanni, ristrutturata dal 2007 al 2009[38].

## Gonfalone
Il gonfalone di Bivona:
Il gonfalone viene definito l'insegna del Comune nelle cerimonie ufficiali.

## Galleria d'immagini

Stemma antico di Bivona
Stemma di Bivona degli ultimi decenni del Novecento
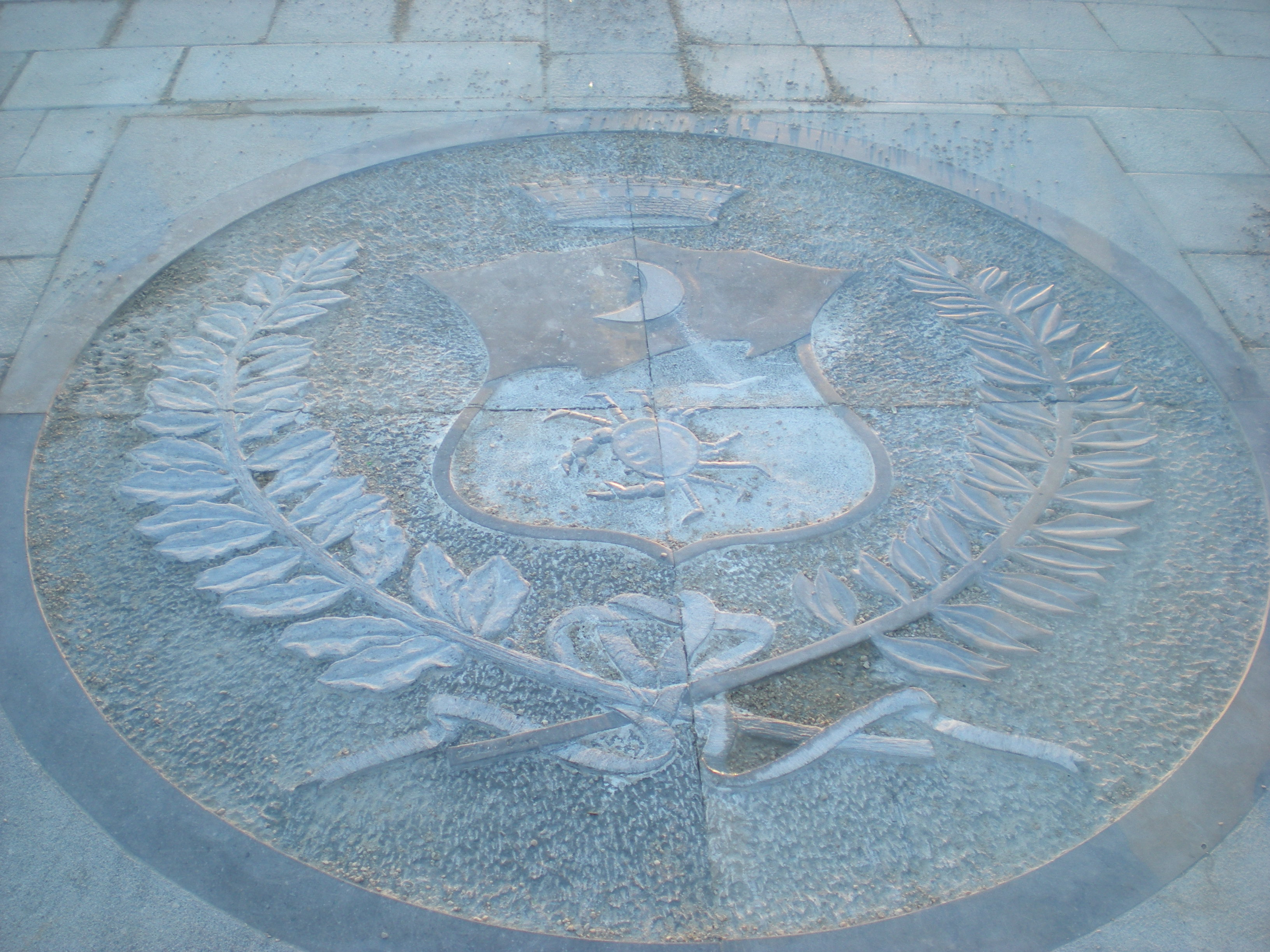
Rappresentazione dello stemma di Bivona in Piazza San Giovanni
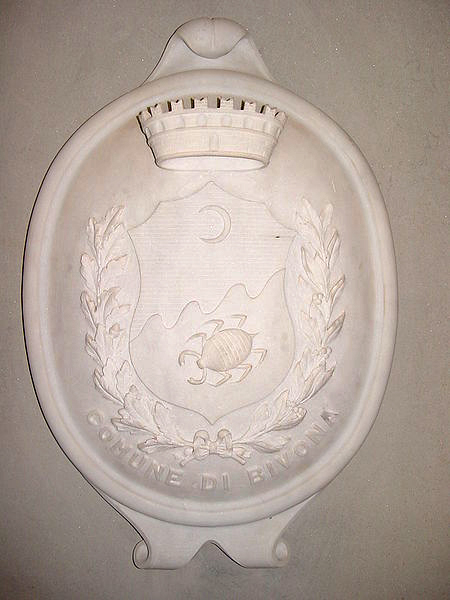
Rappresentazione scultorea dello Stemma di Bivona
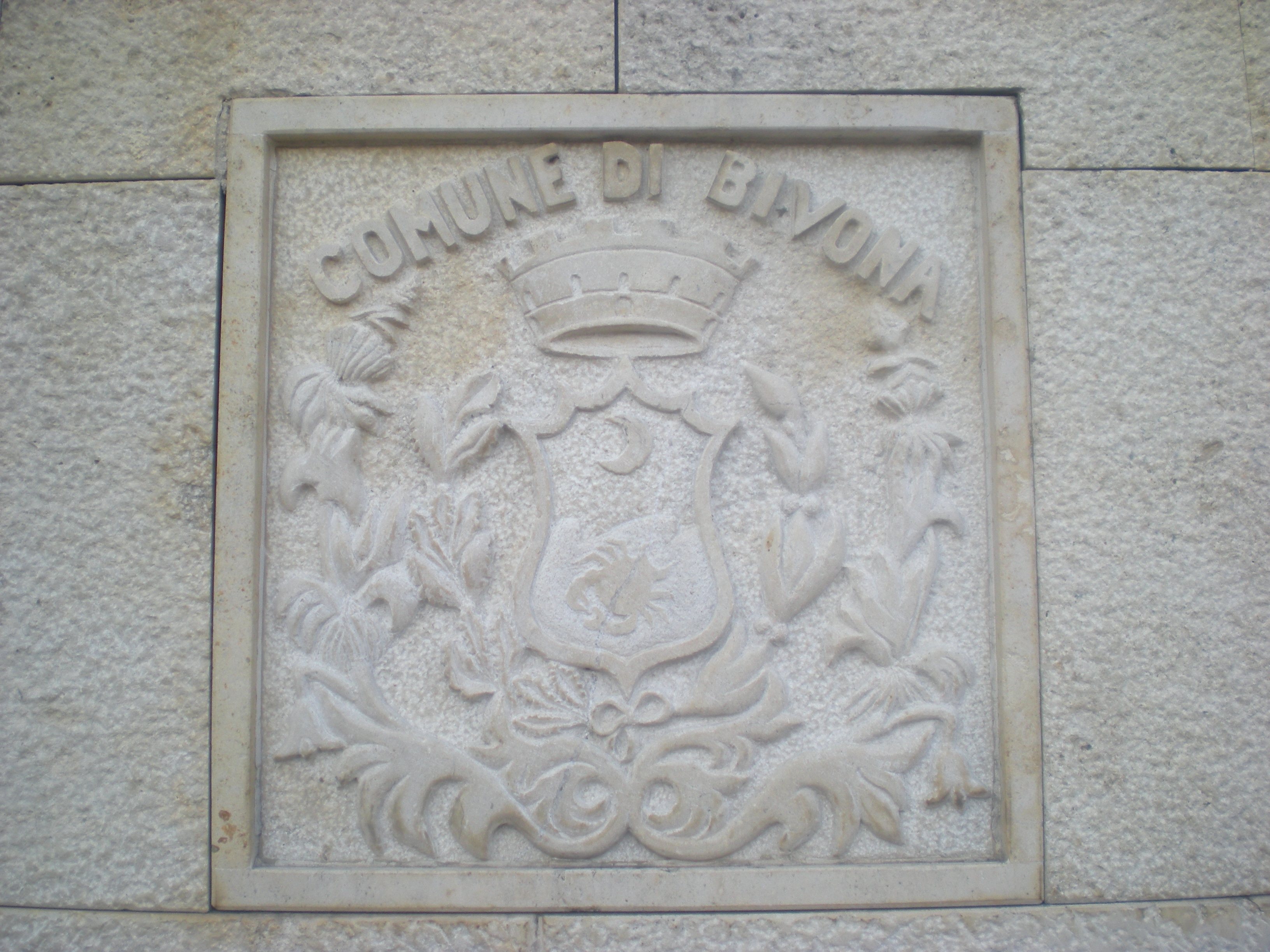
Rappresentazione dello stemma in piazza Guglielmo Marconi
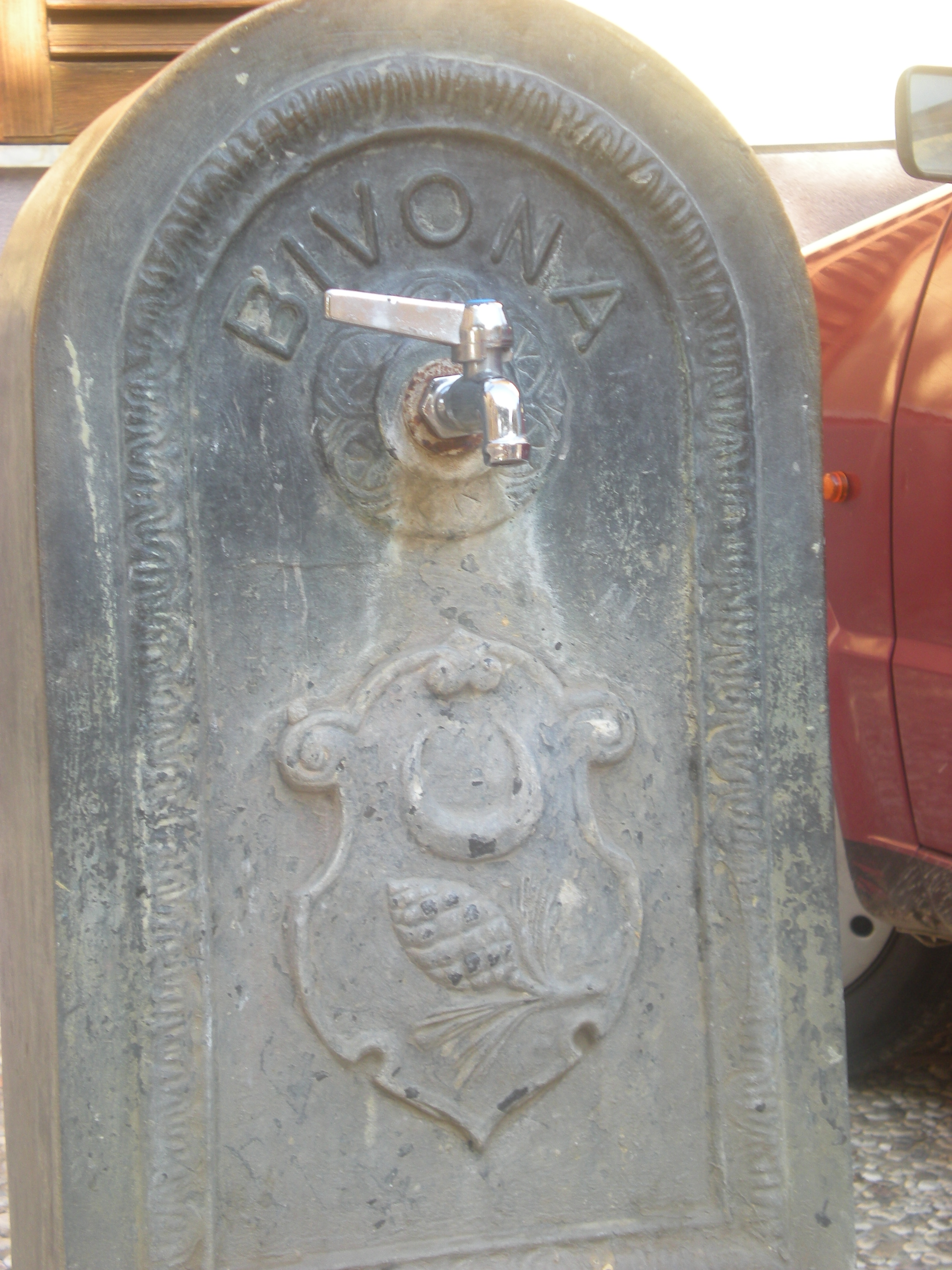
Rappresentazione dello stemma su una fontana
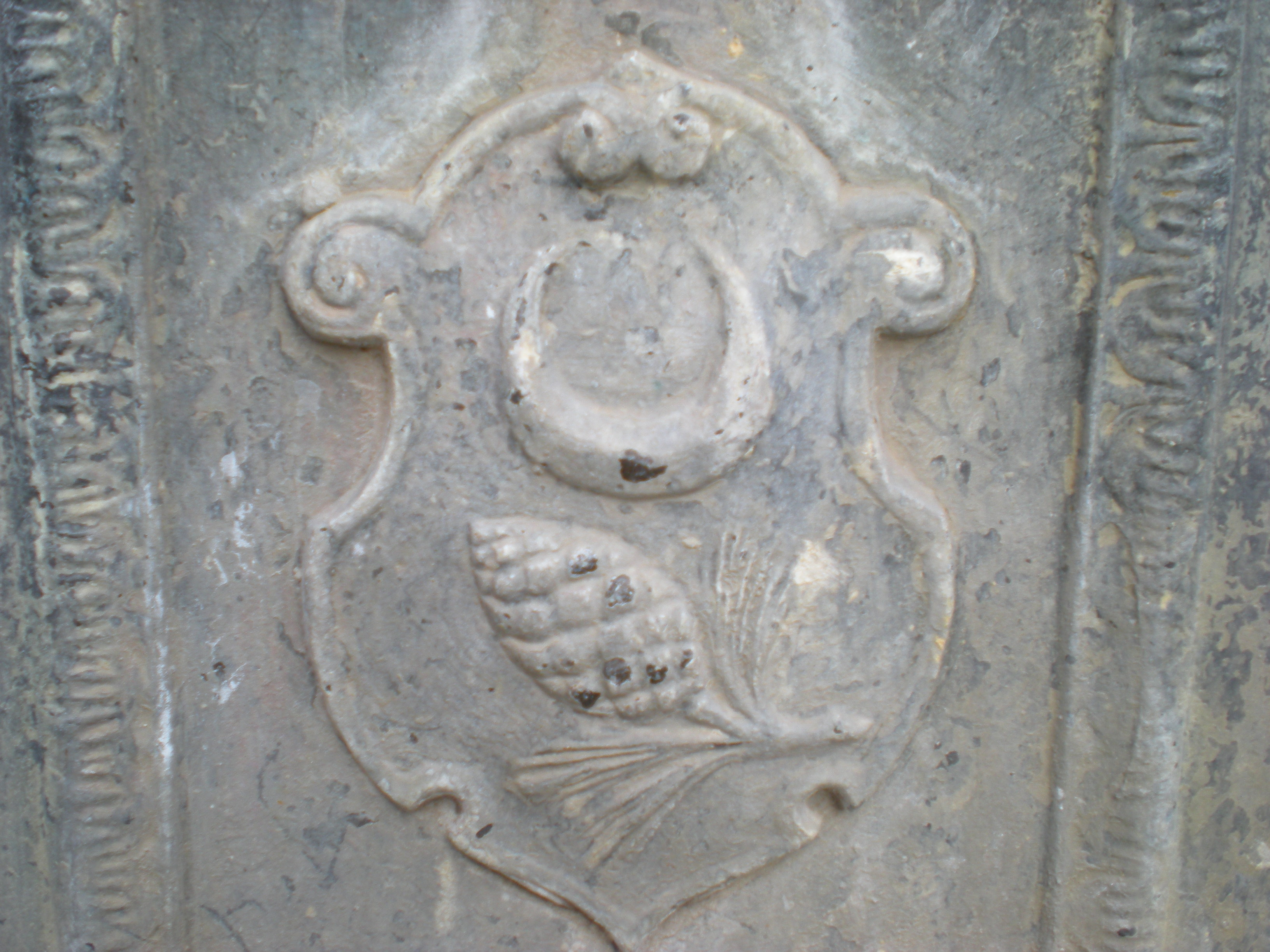
Dettaglio dell'antico stemma (Fontana Mezzaranciu)
Il gonfalone di Bivona con al centro lo stemma cittadino
La bandiera di Bivona